# Jantje Koopmans
Jantje Koopmans, artiestennaam van Johannes Petrus van Eersel (Waspik, 21 februari 1924 – Kaatsheuvel, 17 maart 2013), was een Nederlands zanger van het levenslied.
Hij had zijn bekendheid voornamelijk te danken aan de hit Rode rozen uit 1984. De nummers van Koopmans worden nog regelmatig vertolkt door Ad van Opstal. Na een succesvolle imitatie in de Soundmixshow verkreeg hij van Koopmans de rechten om zijn repertoire te vertolken. Koopmans' nummer 'Het dorpscafeetje' werd in 2013 door de Gebroeders Ko gebruikt voor een carnavalslied, onder de titel 'De Blauwe Stier'. 
Op 17 oktober 2006 vierde Van Eersel zijn diamanten huwelijk. Op 17 maart 2013 overleed Johannes Petrus van Eersel op 89-jarige leeftijd in een verpleegtehuis in Kaatsheuvel (De Riethorst). Op 22 maart 2013 werd hij begraven op de Algemene Begraafplaats van Waspik.
Hij was de overgrootvader van singer-songwriter Sem Rozendaal.

## Discografie

### Albums
| Album met eventuele hitnotering(en) in de Nederlandse Album Top 100 | Datum van verschijnen | Datum van binnenkomst | Hoogste positie | Aantal weken | Opmerkingen                      |
| ------------------------------------------------------------------- | --------------------- | --------------------- | --------------- | ------------ | -------------------------------- |
| Langstraat plat - Een uur Brabantse humor en liedjes                | 1979                  | -                     | -               | -            |                                  |
| Langstraat plat 2 - Amusement op z'n best                           | 1980                  | -                     | -               | -            | als Jantje Koopmans en zijn Band |
| Langstraat plat 3 - Breng wat Zon bij de mensen                     | 1981                  | -                     | -               | -            | als Jantje Koopmans en zijn Band |
| Langstraat plat 4 - Een klein uur humor en liedjes                  | 1982                  | -                     | -               | -            | als Jantje Koopmans en zijn Band |
| Langstraat plat 5 - Geven voor wat leven                            | 1983                  | -                     | -               | -            | als Jantje Koopmans en zijn Band |
| De beste van                                                        | 1984                  | 19-12-1984            | 25              | 16           | Verzamelalbum                    |
| De allergrootste hits van Jantje Koopmans                           | 1985                  | 26-10-1985            | 13              | 27           | Verzamelalbum                    |
| Ik ben zo blij dat ik blij ben                                      | 1986                  | 17-05-1986            | 49              | 11           | als Jantje Koopmans en zijn Band |
| Mijn lievelingsliedjes                                              | 1986                  | 29-11-1986            | 7               | 24           | Verzamelalbum                    |
| Vroeger en nu                                                       | 1987                  | -                     | -               | -            |                                  |
| Jantje Koopmans                                                     | 1987                  | 26-09-1987            | 19              | 7            |                                  |
| Liedjes voor ieder mens                                             | 1988                  | 17-12-1988            | 32              | 3            |                                  |
| De 28 beste van                                                     | 1991                  | -                     | -               | -            | Verzamelalbum                    |
| De koning van het levenslied zingt zijn allermooiste liedjes        | 1991                  | -                     | -               | -            | Verzamelalbum                    |
| Levensvreugde & zonneschijn                                         | 1992                  | -                     | -               | -            |                                  |
| Met goud doorweven                                                  | 1995                  | -                     | -               | -            |                                  |
| Hollands glorie                                                     | 2003                  | -                     | -               | -            | Verzamelalbum                    |

### Singles
| Single met eventuele hitnotering(en) in de Nederlandse Top 40 | Datum van verschijnen | Datum van binnenkomst | Hoogste positie | Aantal weken | Opmerkingen                                                    |
| ------------------------------------------------------------- | --------------------- | --------------------- | --------------- | ------------ | -------------------------------------------------------------- |
| Rode rozen                                                    | 1984                  | 22-12-1984            | 17              | 8            | No. 11 in de Single Top 100                                    |
| Rode rozen en witte seringen                                  | 1985                  | 23-03-1985            | 33              | 4            | als Jantje Koopmans en zijn Band / No. 22 in de Single Top 100 |
| Liefde                                                        | 1985                  | -                     | tip 16          | -            | No. 38 in de Single Top 100                                    |
| Die mooie ogen                                                | 1985                  | -                     | tip 5           | -            | No. 35 in de Single Top 100                                    |
| De eerste kus                                                 | 1986                  | 05-04-1986            | 36              | 3            | No. 38 in de Single Top 100                                    |
| De oude melodietjes                                           | 1986                  | -                     | tip 9           | -            | No. 47 in de Single Top 100                                    |
| Het dorpscafétje                                              | 1987                  | -                     | tip 12          | -            | No. 48 in de Single Top 100                                    |
| Geloof, hoop en liefde                                        | 1987                  | -                     | -               | -            | No. 85 in de Single Top 100                                    |
| Ik ben gestopt met roken                                      | 1988                  | -                     | -               | -            | No. 52 in de Single Top 100                                    |

## Overige singles
- Zondag's bij Moeder op de koffie (1980) als de Jantje Koopmans Band
- Den echte duivenboer (1984) als Jantje Koopmans en zijn Band
- Het Langstraat jubileum-lied (1985) als Jantje Koopmans en zijn Band
- Wij slaan de handen in elkaar (1985)
- Lopen voor de lift (1986)
- Kleine Pedro (1986)
- Het stotterliedje (1987)
- Ik wacht op jou (J'attendrai) (1987)
- Sjingtakada (1988)
- Ieder mens zijn geluk, zijn verdriet (1988)
- Heb meelij met mij (1988)
- Lieve Opa (1990) als Jantje Koopmans en de Kleinkinderen
- Hallo, hallo (1990)
- Het bruidsboeket (1990)
- Als de Zon schijnt (1990)